# Gare de Basse-Wavre
La gare de Basse-Wavre est une gare ferroviaire belge de la ligne 139, de Louvain à Ottignies, située à Basse-Wavre sur le territoire de la ville de Wavre dans la province du Brabant wallon en Région wallonne. 
Elle est mise en service en 1903 par l’administration des chemins de fer de l’État belge. C'est un point d'arrêt des trains de la Société nationale des chemins de fer belges (SNCB) desservie par des Suburbains (S).

## Situation ferroviaire
Établie à 40 mètres d'altitude, la gare de Basse-Wavre est située au point kilométrique (PK) 21,90 de la ligne 139, de Louvain à Ottignies entre les gares de Gastuche et de Wavre.

## Histoire
L'arrêt de Basse-Wavre est mis en service le 1er mars 1903, il est situé à 1 439,60 mètres de la gare de Wavre, qui le gère, et à 2 456,60 m de la gare de Gastuche, sur la ligne de l'ancienne Compagnie de Charleroi à Louvain, en service depuis 1855.
Fermé pendant la Première Guerre mondiale, il est rouvert le 15 avril 1920.

## Service des voyageurs

### Accueil
Halte SNCB, c'est un point d'arrêt non gardé (PANG) à accès libre.
Le changement de quai s'effectue par le passage à niveau routier.

### Desserte
Basse-Wavre est desservie par des trains Suburbains (S) de la ligne S20 Ottignies – Louvain toutes les demi-heures en semaine, et toutes les heures le week-end.

### Intermodalité
Un parking pour les véhicules y est aménagé.

## Comptage voyageurs
Ce graphique et tableau montre le nombre de voyageurs embarquant en moyenne durant la semaine, le samedi et le dimanche.
| Nombre de passagers qui embarquent à la gare de Basse-Wavre | Nombre de passagers qui embarquent à la gare de Basse-Wavre | Nombre de passagers qui embarquent à la gare de Basse-Wavre | Nombre de passagers qui embarquent à la gare de Basse-Wavre |
|                                                             | Semaine                                                     | Samedi                                                      | Dimanche                                                    |
| ----------------------------------------------------------- | ----------------------------------------------------------- | ----------------------------------------------------------- | ----------------------------------------------------------- |
| 1977                                                        | 271                                                         | 39                                                          | 15                                                          |
| 1978                                                        | 373                                                         | 49                                                          | 21                                                          |
| 1979                                                        | 374                                                         | 32                                                          | 16                                                          |
| 1980                                                        | 354                                                         | 36                                                          | 17                                                          |
| 1981                                                        | 317                                                         | 34                                                          | 13                                                          |
| 1982                                                        | 386                                                         | 37                                                          | 13                                                          |
| 1983                                                        | 418                                                         | 30                                                          | 11                                                          |
| 1984                                                        | 451                                                         | 29                                                          | 23                                                          |
| 1985                                                        | 399                                                         | 27                                                          | 23                                                          |
| 1986                                                        | 187                                                         | 30                                                          | 23                                                          |
| 1987                                                        | 427                                                         | 50                                                          | 37                                                          |
| 1988                                                        | 363                                                         | 58                                                          | 36                                                          |
| 1989                                                        | 315                                                         | 43                                                          | 43                                                          |
| 1990                                                        | 221                                                         | 51                                                          | 51                                                          |
| 1991                                                        | 303                                                         | 44                                                          | 33                                                          |
| 1992                                                        | 459                                                         | 37                                                          | 29                                                          |
| 1993                                                        | 348                                                         | 34                                                          | 48                                                          |
| 1994                                                        | 377                                                         | 65                                                          | 35                                                          |
| 1995                                                        | 299                                                         | 39                                                          | 25                                                          |
| 1996                                                        | 380                                                         | 62                                                          | 25                                                          |
| 1997                                                        | 333                                                         | 62                                                          | 42                                                          |
| 1998                                                        | 351                                                         | 36                                                          | 27                                                          |
| 1999                                                        | 208                                                         | 48                                                          | 30                                                          |
| 2000                                                        | 244                                                         | 40                                                          | 36                                                          |
| 2001                                                        | 263                                                         | 25                                                          | 24                                                          |
| 2002                                                        | 328                                                         | 14                                                          | 20                                                          |
| 2003                                                        | 329                                                         | 47                                                          | 23                                                          |
| 2004                                                        | 399                                                         | 32                                                          | 16                                                          |
| 2005                                                        | 345                                                         | 69                                                          | 48                                                          |
| 2006                                                        | 432                                                         | 78                                                          | 50                                                          |
| 2007                                                        | 432                                                         | 82                                                          | 45                                                          |
| 2008                                                        | -                                                           | -                                                           | -                                                           |
| 2009                                                        | 406                                                         | 84                                                          | 63                                                          |
| 2010                                                        | -                                                           | -                                                           | -                                                           |
| 2011                                                        | -                                                           | -                                                           | -                                                           |
| 2012                                                        | 381                                                         | 47                                                          | 51                                                          |
| 2013                                                        | 451                                                         | 80                                                          | 51                                                          |
| 2014                                                        | 417                                                         | 76                                                          | 45                                                          |
| 2015                                                        | 465                                                         | 62                                                          | 44                                                          |
| 2016                                                        | 407                                                         | 63                                                          | 71                                                          |
| 2017                                                        | 539                                                         | 97                                                          | 65                                                          |
| 2018                                                        | 461                                                         | 70                                                          | 52                                                          |
| 2019                                                        | 434                                                         | 31                                                          | 33                                                          |
| 2020                                                        | 370                                                         | 67                                                          | 53                                                          |
| 2021                                                        | -                                                           | -                                                           | -                                                           |
| 2022                                                        | 513                                                         | 98                                                          | 111                                                         |
| 2023                                                        | 478                                                         | 137                                                         | 108                                                         |
| 2024                                                        | 458                                                         | 94                                                          | 94                                                          |